# Unexplainable
«Unexplainable» (укр. Незрозуміле) — пісня Nemo з альбому Arthouse. Вийшла 16 травня 2025 року й була вперше виконана під час інтервал-акту на Пісенному конкурсі Євробачення 2025 в Базелі, Швейцарія. Пісня написана в жанрі попмузики, авторами стали Nemo і Міа Гладстон.

## Про пісню

### Створення
«Ця пісня була написана однієї ночі перед сном, і вона просто виринула з мене. Я надмірно аналізую та раціоналізую речі, що часто віддаляє мене від власних емоцій. Ось чому сни завжди мене захоплювали — вони здаються мені єдиним місцем, де думки та почуття можуть вільно існувати. У певному сенсі „Unexplainable“ відображає той простір, який існує без потреби в остаточному поясненні», — розповідає Nemo.

### Зміст
Пісня висвітлює потребу зрозуміти власний внутрішній світ «Unexplainable» — про розуміння себе та часом відчуття «незрозумілості», про боротьбу з усіма думками, питаннями та очікуваннями, які намагаються нав'язати інші: 
«Я не можу пояснити, що я відчуваю
Що б не відбувалося в моїй голові
Я ніколи не знаю, чи це справжнє
Чи може почуття бути брехнею?

Я рідко розумію свої думки…».

### Музика
«Unexplainable» відкривається перебором електрогітари. Вокальна партія виконується у нижньому регістрі, підкреслюючи інтимний і рефлексивний характер композиції та розкриваючи екзистенційну кризу. Повільна балада поступово трансформується у композицію з виразнішою динамікою приблизно на другій хвилині звучання. Цей перехід супроводжується акцентованими ударами барабанів, які порушують попередню тишу, та яскравими синтезаторними тембрами, що підкреслюють змістовне загострення композиції та наближають слухача до основної тематики пісні.
Сингл демонструє іншу сторону творчості Nemo — більш особисту, емоційно вразливу та музично стриману на початку, але таку, що має експресію в розвитку.

### Виступ на Євробаченні
17 квітня 2025 року стало відомо, що Nemo виступить у фіналі Пісенного конкурсу Євробачення 2025, що відбувся в Базелі, Швейцарія після перемоги пісні «The Code» у виконанні Nemo на конкурсі 2024 року. Було анонсовано, що шоу міститиме презентацію нової пісні — нею стала «Unexplainable».
У виступі з «Unexplainable» Nemo показує себе з зовсім іншого боку, ніж у «The Code» — тепер у виступі відчувалася розгубленість. Зрештою Nemo зриває перуку, повторюючи, немов мантру: «Куди нам йти?».